# Pittosporum tobira
Pittosporum tobira är en tvåhjärtbladig växtart som först beskrevs av Johan Andreas Murray, och fick sitt nu gällande namn av Aiton fil. Pittosporum tobira ingår i släktet Pittosporum och familjen Pittosporaceae. Utöver nominatformen finns också underarten P. t. calvescens.
Blommans färg varierar från grön-vit till gul.

## Bildgalleri

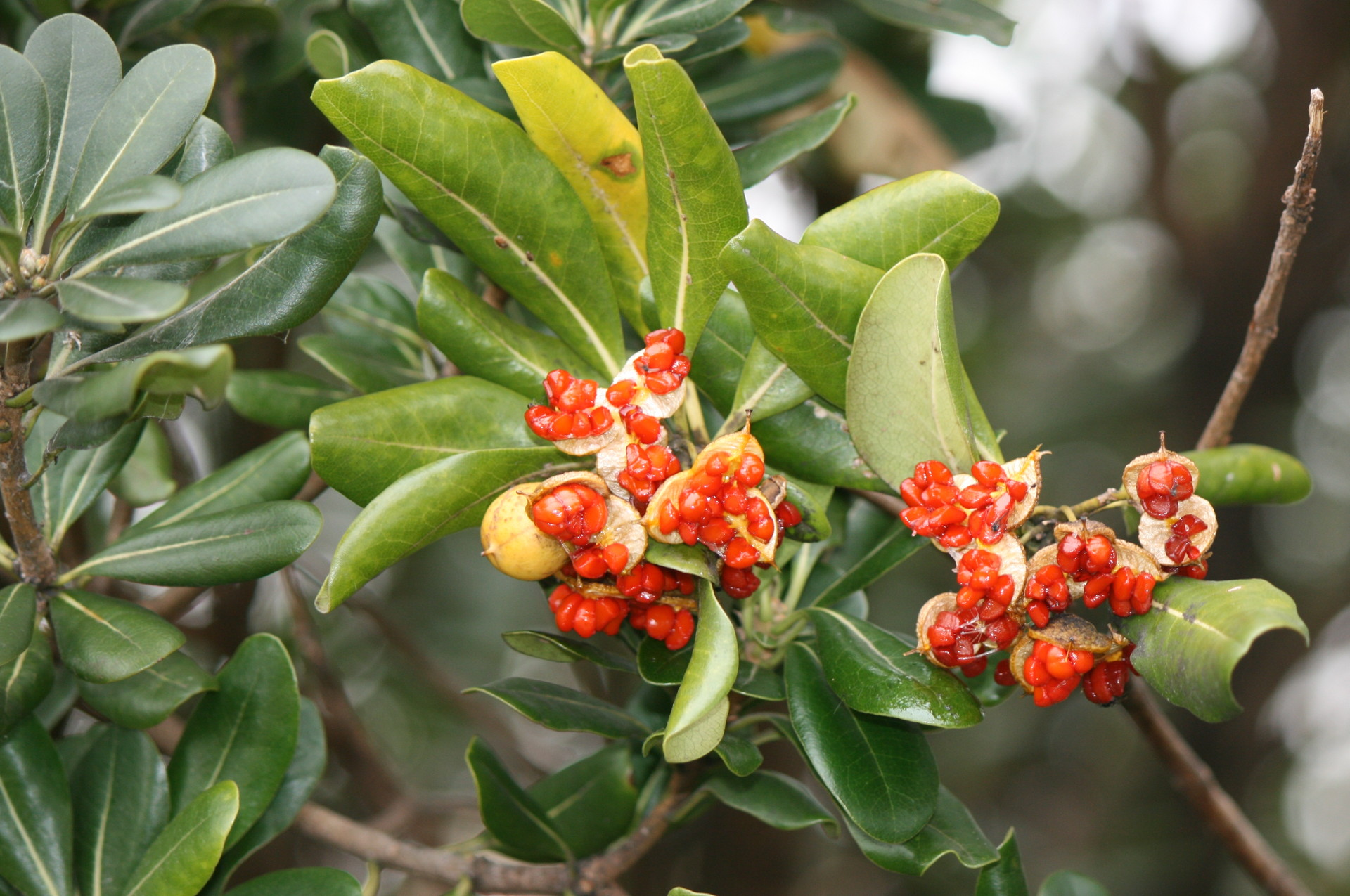
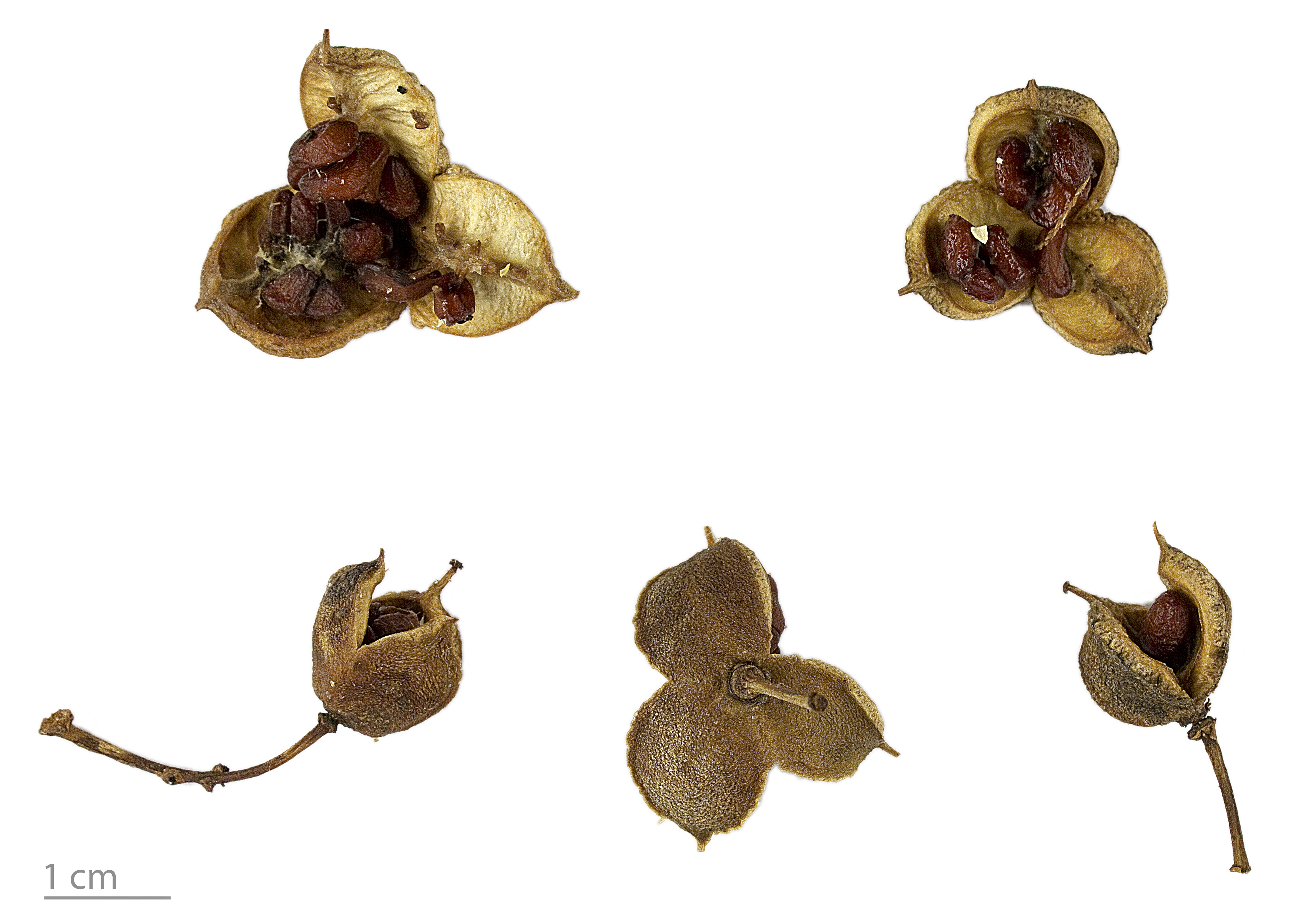